# Neuroleon waterloti
Neuroleon waterloti is een insect uit de familie van de mierenleeuwen (Myrmeleontidae), die tot de orde netvleugeligen (Neuroptera) behoort. 
Neuroleon waterloti is voor het eerst wetenschappelijk beschreven door Navás in 1921.